# Galaktyka Czarne Oko
Galaktyka Czarne Oko (również Messier 64, M64 lub NGC 4826) – galaktyka spiralna znajdująca się w gwiazdozbiorze Warkocza Bereniki w odległości około 17 milionów lat świetlnych od Ziemi. Po raz pierwszy została opisana 23 marca 1779 roku przez Edwarda Pigotta. 12 dni później (4 kwietnia) niezależnie odkrył ją Johann Elert Bode. 1 marca 1780 roku, również niezależnie, odkrył ją Charles Messier i dodał do swego katalogu pod numerem 64.
Galaktyka ta ma jasność 8,8m, a rozmiary kątowe 9,3′ × 5,4′.
M64 należy do galaktyk Seyferta. Ma dobrze rozwinięte ramiona spiralne. Zawiera wielkie ilości pyłu, częściowo przesłaniającego jasne jądro galaktyki. Badania wykazały, że obszar w centrum galaktyki o promieniu około 3000 lat świetlnych obraca się w przeciwnym kierunku niż reszta dysku galaktycznego. Ten nietypowy ruch wewnątrz M64 jest spowodowany najprawdopodobniej zderzeniem z małą galaktyką.